# Дивовижні пригоди Дениса Корабльова
«Дивовижні пригоди Дениса Корабльова» (рос. «Удивительные приключения Дениса Кораблёва») — білоруський радянський художній фільм 1979 року режисерів Ігоря Добролюбова, Ігоря Пушкарьова, Марка Брауде, Віталія Дудіна та Володимира Колоса за мотивами книги Віктора Драгунського «Денисчині розповіді».

## Сюжет
Про веселі пригоди восьмирічного Дениски Корабльова...

## У ролях
- Сергій Пісунов
- Альоша Варвашеня
- Олександр Кудитін
- Саша Ходико
- Денис Рунцов
- Максим Круковський
- Ольга Сорока
- Йола Санько
- Володимир Носик
- Валера Канищев
- Галя Круглякова
- Валентина Брауде
- Любов Рум'янцева

## Творча група
- Сценарій: Денис Драгунський
- Режисер: Ігор Добролюбов, Ігор Пушкарьов, Марк Брауде, Віталій Дудін, Володимир Колос
- Оператор: Григорій Масальський
- Композитор: Володимир Шаїнський